# Ayumu Hirano
Ayumu Hirano (Murakami, 29 november 1998) is een Japanse snowboarder, die is gespecialiseerd op het onderdeel halfpipe. Hij vertegenwoordigde zijn vaderland op de Olympische Winterspelen 2014 in Sotsji, Olympische Winterspelen 2018 in Pyeongchang en Olympische Winterspelen 2022 in Beijing

## Carrière
Hirano behaalde de zilveren medaille op het onderdeel halfpipe tijdens de Winter X Games XVII in Aspen. Bij zijn wereldbekerdebuut, op 24 augustus 2013 in Cardrona, boekte de Japanner op 14-jarige leeftijd zijn eerste wereldbekerzege. Tijdens de Olympische Winterspelen van 2014 in Sotsji veroverde hij de zilveren medaille op het onderdeel halfpipe.

## Resultaten

### Olympische Winterspelen
| Jaar | Plaats      | Resultaten |
| ---- | ----------- | ---------- |
| 2014 | Sotsji      | Halfpipe   |
| 2018 | Pyeongchang | Halfpipe   |
| 2022 | Peking      | Halfpipe   |

| Jaar | Plaats  | Resultaten   |
| ---- | ------- | ------------ |
| 2025 | Engadin | DNS Halfpipe |

### Wereldbeker
Eindklasseringen
| Seizoen   | Algm | HP  |
| --------- | ---- | --- |
| 2013/2014 | 11e  | 7e  |
| 2015/2016 | 54e  | 25e |

Wereldbekerzeges
| Datum            | Plaats           | Onderdeel |
| ---------------- | ---------------- | --------- |
| 24 augustus 2013 | Cardrona         | Halfpipe  |
| 9 december 2017  | Copper Mountain  | Halfpipe  |
| 21 december 2017 | Secret Garden    | Halfpipe  |
| 8 januari 2022   | Mammoth Mountain | Halfpipe  |
| 15 januari 2022  | Laax             | Halfpipe  |
| 16 december 2023 | Copper Mountain  | Halfpipe  |
| 20 december 2024 | Copper Mountain  | Halfpipe  |